# دارن کی
دارن کی (انگلیسی: Darren Caskey؛ زادهٔ ۲۱ اوت ۱۹۷۴) بازیکن فوتبال اهل بریتانیا است.
از باشگاه‌هایی که در آن بازی کرده‌است می‌توان به باشگاه فوتبال پیتربورو یونایتد، باشگاه فوتبال بریستول سیتی، باشگاه فوتبال هورنچورج، باشگاه فوتبال بث سیتی، باشگاه فوتبال تاتنهام هاتسپر، باشگاه فوتبال ردینگ، باشگاه فوتبال هاوانت و واترلوویل، باشگاه فوتبال گیتزهد، باشگاه فوتبال کترینگ تاون، باشگاه فوتبال واتفورد، باشگاه فوتبال نوتس کانتی، و باشگاه فوتبال ایلکستون اشاره کرد.
وی همچنین در تیم‌های ملی فوتبال زیر ۱۸ سال انگلستان و زیر ۱۹ سال انگلستان بازی کرده‌است.